# Église Saint-Dimitri de Mitrova Reka
Pour les articles homonymes, voir Église Saint-Dimitri.
L'église Saint-Dimitri de Mitrova Reka (en serbe cyrillique : Црква Светог Димитрија у Митровој Реци ; en serbe latin : Crkva Svetog Dimitrija u Mitrovoj Reci) est une église orthodoxe serbe située à Mitrova Reka, sur le territoire de la ville de Novi Pazar et dans le district de Raška, en Serbie. Elle est inscrite sur la liste des monuments culturels protégés de la république de Serbie (identifiant no SK 2226),.

## Présentation
L'église a probablement été construite à la fin du XVIe siècle ou au début du XVIIe siècle, pendant l'occupation ottomane de la Serbie ; elle a été restaurée en 1853.
L'édifice, dotée d'une nef unique, est constituée de blocs de grès taillés, de trachyte et de quelques insertions en marbre ; elle se termine à l'est par une abside octogonale ; un narthex a été ajouté à l'église lors de la restauration de 1853. Le toit, aujourd'hui recouvert de bardeaux, était à l'origine couvert de dalles de pierre.
L'intérieur, divisé en trois travées, est dominé par une voûte en demi-berceau.
À côté de l'église se trouve un ancien cimetière qui abrite plus de 360 pierres tombales taillées dans la même pierre que l'église. Ce cimetière est également classé.